# Taito Nunchacken Hardware
Taito Nunchacken Hardware es una placa de arcade creada por Taito destinada a los salones arcade.

## Descripción
El Taito Nunchacken Hardware fue lanzada por Taito en 1985.
Posee un procesador Z80 @ 4 MHz., y tiene dos procesadores de sonido Z80 @ 2 MHz. administrando el chip de sonido AY-8910 @ 2MHz, DAC.
En esta placa funcionaron 3 títulos.

## Especificaciones técnicas

### Procesador
- Z80 @ 4 MHz.

### Audio
- 2x Z80 @ 2 MHz.

Chips de Sonido
- AY-8910 @ 2MHz, DAC.

## Lista de videojuegos
- Go! Go! Mr. Yamaguchi
- Nunchacken
- Samurai Nihon-ichi